# I giorni del commissario Ambrosio
I giorni del commissario Ambrosio è un film italiano del 1988 diretto da Sergio Corbucci, l'ultimo interpretato in Italia da Ugo Tognazzi. Il personaggio del commissario Ambrosio è stato creato dallo scrittore Renato Olivieri.

## Trama
Ambrosio è un commissario di polizia di Milano, maniaco del suo lavoro e con l'abitudine di incaricarsi dei casi più difficili. Una mattina, mentre sta facendo colazione in un bar, intuisce dalle lamentele del barista alle prese coi topi il piano di una banda di scassinatori, che si sta aprendo la strada ai sotterranei di una banca, e provvede a farli arrestare.
Più tardi, nella stessa giornata, decide di incaricarsi delle indagini apparentemente facili su un incidente stradale avvenuto in un parco. Sono presenti due testimoni: una vecchina col suo cane e un musicista. La vecchina afferma di essere arrivata sul posto dopo l'incidente e di aver incontrato il musicista, Renzo Bandelli, che cercava di soccorrere la vittima. Il musicista conferma sostanzialmente questa dichiarazione, affermando che stava tornando a casa dopo essere passato a incontrare un amico alla stazione ferroviaria. Ambrosio nota quanto possa essere strano che un testimone si affretti a fornire un alibi.
Al proseguimento delle indagini si scopre che il morto è uno spacciatore di droga, Vittorio Borghi, drogato lui stesso e sfruttatore di prostitute, sul punto di lasciare l'Italia. Un'indagine sul suo passato permette di scoprire alcuni collegamenti con la famiglia del testimone. Quest'ultimo, nel frattempo, ritratta la dichiarazione precedente e finisce per accusarsi dell'omicidio, adducendo il pretesto della legittima difesa. Ambrosio, non convinto, continua a indagare e scopre che la figlia del Bandelli, Sandra, è stata traviata da Vittorio Borghi, che l'aveva convinta a drogarsi e prostituirsi nello stesso periodo in cui lo stesso Borghi era pure amante della moglie del Bandelli. Messo alle strette Bandelli racconta la sua ultima versione.
La figlia disperata gli aveva confessato di avere ucciso Vittorio Borghi ed egli sarebbe intervenuto per aiutarla, trovandosi sul luogo del delitto per cercare di recuperare le prove che avrebbero potuto compromettere la figlia. Quest'ultima, in preda alla disperazione, è intanto salita su un cornicione, cercando il coraggio di lanciarsi nel vuoto. Ambrosio riesce a convincerla a non buttarsi e la salva.

## Accoglienza

### Critica
(Il Mereghetti. Dizionario dei film)